# HK PSG1
PSG1 (нем. PräzisionsScharfschützenGewehr, «точная снайперская винтовка») — самозарядная снайперская винтовка, разработанная немецкой компанией Heckler & Koch.

## История модели
Винтовка PSG1 была разработана как ответ на «Мюнхенские убийства», произошедшие на Летних Олимпийских Играх 1972 года. Тогда западногерманским полицейским не удалось ликвидировать террористов достаточно быстро, чтобы не допустить убийства заложников. Компания Heckler & Koch была уполномочена создать самозарядную винтовку высокой точности и большой ёмкости магазина. Основательно доработав G3A3 ZF, Heckler & Koch  выпустила 7,62-мм самозарядную снайперскую винтовку PSG1, применяемую в основном полицией и подразделениями специального назначения.
Винтовка PSG1 отличается от своего прототипа особой точностью изготовления деталей. Затворная группа и ударно-спусковой механизм изготавливаются с минимальным допусками.

## Конструкция
Винтовка рассчитана под патрон 7,62×51 мм НАТО или «.308 Винчестер» и сохранила систему автоматики, систему замедления и общую компоновку базового образца. Длина ствола увеличена до 650 мм, то есть на 200 мм. Новый ствол имеет полигональную нарезку, улучшающую баллистические качества и повышающие живучесть ствола. Увеличенное деревянное цевьё крепится только на ствольную коробку, не имея контакта со стволом (т. н. «плавающий ствол»), ствол лишен кронштейна для штыка-ножа и пламегасителя — это обеспечило постоянство его колебаний и повысило точность стрельбы.
Узлы автоматики доработаны с тем, чтобы уменьшить шум при их работе. Ударно-спусковой механизм допускает ведение только одиночного огня. Усилие спуска — около 1,5 кг. Ширина спускового крючка и усилие могут изменяться при помощи укреплённой на крючке скользящей накладки. Длина приклада может регулироваться с помощью резиновых накладок. Для лучшей балансировки к пистолетной рукоятке полуортопедической формы крепится сменный грузик. На цевье могут крепиться складные сошки. Сменный коробчатый магазин — штатный на 20 патронов или специальный на 5 патронов.
На винтовку устанавливается оптический прицел 6-кратного увеличения (6х42 «Хенсолт») с подсветкой сетки, полем зрения 42 градуса, обеспечивающий эффективную стрельбу на дальности 100—600 м. Регулировки по горизонтали и вертикали осуществляются при помощи подвижного окуляра; имеются шесть установок на дальности от 100 до 600 м, а также точная регулировка для компенсации угла смещения установленного прицела. Дополнительного открытого прицела винтовка, как правило, не имеет. Винтовка обладает повышенной кучностью стрельбы. Компания утверждает, что разброс пуль составляет 80 мм и меньше (пять серий по 10 выстрелов спортивными патронами .308 «Винчестер»).

## Варианты и модификации
- LDT HSG1 — версия HK PSG1, которая по лицензии выпускается компанией «Luxemburg Defense Technologie» в Люксембурге (имеет планку Пикатинни на крышке ствольной коробки)[3]

## На вооружении
- Аргентина
- Бразилия: используется армией, военной (BOPE) и федеральной полициями.
- Великобритания
- Венесуэла
- Германия: используется бундесвером, а также спецподразделениями GSG 9, SEK M, KSK
- Египет
- Индия: используется Национальной Гвардией и другими специальными силами.
- Италия: используется GIS и NOCS.
- Латвия
- Литва
- Малайзия
- Мексика: производство MSG-90 по лицензии.
- Нидерланды
- Норвегия
- Пакистан
- Польша
- Республика Корея
- Россия: были замечены 9 мая 2010 года у снайперов в Кремле.
- Румыния
- Сербия
- Сингапур
- США
- Таиланд
- Уругвай
- Филиппины: MSG-90 использует Национальная Полиция.
- Япония